# Gulveer Singh
Gulveer Singh (né le 1er juin 1998 à Atrauli) est un athlète indien, spécialiste des courses de fond.

## Biographie
En 2023 il remporte sa première médaille internationale en obtenant le bronze au 5 000 m des Jeux asiatiques.
En 2024 il établit le record d'Inde du 5 000 m et du 10 000 m.
En 2025 il termine 4e en 12 min 59 s 77 sur 5 000 m piste courte à Boston, ce qui bat le record d'Asie de Kieran Tuntivate qui datait de 2022. 
Il remporte deux médailles d'or lors des championnats d'Asie d'athlétisme 2025, sur 5 000 mètres et sur 10 000 mètres, devançant le Bahreïni Albert Rop.

### Palmarès
| Date | Compétition         | Lieu     | Résultat | Performance |                |
| ---- | ------------------- | -------- | -------- | ----------- | -------------- |
| 2023 | Championnats d'Asie | Bangkok  | 3e       | 5 000 m     | 13 min 48 s 33 |
| 2023 | Championnats d'Asie | Bangkok  | 5e       | 10 000 m    | 29 min 53 s 69 |
| 2023 | Jeux asiatiques     | Hangzhou | 4e       | 5 000 m     | 13 min 29 s 93 |
| 2023 | Jeux asiatiques     | Hangzhou | 3e       | 10 000 m    | 28 min 17 s 21 |
| 2025 | Championnats d'Asie | Gumi     | 1er      | 5 000 m     | 13 min 24 s 77 |
| 2025 | Championnats d'Asie | Gumi     | 1er      | 10 000 m    | 28 min 38 s 63 |

### Records
| Épreuve  | Performance         | Lieu                | Date            |
| -------- | ------------------- | ------------------- | --------------- |
| 5 000 m  | 12 min 59 s 77 (NR) | Boston              | 21 février 2025 |
| 10 000 m | 27 min 0 s 22 (NR)  | San Juan Capistrano | 29 mars 2025    |